# Вечный мир (1449)
Вечный мир — мирный договор, подписанный Василием II, великим князем московским, и Казимиром IV, королём польским и великим князем литовским, 31 августа 1449 года. Устанавливал границы сфер влияния двух государств в Восточной Европе.

## Предпосылки договора
На протяжении XIV века великие княжества Литовское и Московское распространили своё влияние на все русские земли, за исключением захваченных Польшей (1340—1392). Литовско-московская граница была определена в 1408 году.
В 1447 году московский князь Василий Васильевич выгнал из Москвы своего основного внутриполитического противника Дмитрия Шемяку, а Казимир Ягайлович стал польским королём, сохранив и титул великого князя Литовского. Незадолго до того, в 1445 году, Казимиром была завершена распря с князем Юрием Семёновичем (Лугвеньевичем), однако отношения с Михаилом Сигизмундовичем, сыном прежнего великого князя Литовского Сигизмунда Кейстутовича, складывались сложно[уточнить].
К 1449 году во внутренних конфликтах обоих государств наступило временное затишье. С целью избежания боевых действий между двумя крупнейшими центрами консолидации земель необходимо было разделить сферы влияния в других русских княжествах.

## Положения договора
В договоре было прописано, к какой земле «тянут» те или иные земли, города, волости и князья со своими владениями.
Великое княжество Литовское (ВКЛ) отказывалось от претензий на Новгород и Псков. Обговаривались все варианты вмешательства Казимира IV в дела Новгородской и Псковской земель. В договоре были обозначены границы вмешательства великого князя литовского во внутренние дела земель. В случае войны Великого Новгорода и Пскова с Ливонским орденом, или Великим княжеством Московским Великое княжество Литовское не должно было вмешиваться в ход конфликта на стороне Новгорода и Пскова, возможность его политического влияния была полностью исключена. Контроль над судопроизводством переходил к великому князю московскому.
Власть над Пусторжевской, Луцкой землями, Холмским и Березовским погостами, волостями Велила, Морева и др., сохранялась за ВКЛ.
В договоре сохранялась зависимость Тверского княжества от Литвы. При отказе повиноваться суду тверича дело рассматривал великий князь литовский. Великое княжество Тверское было признано в сфере влияния Великого княжества Литовского. При этом, отношения тверского великого князя Бориса Александровича и Казимира IV, были довольно напряженными. Ржев уступался Твери, а литовско-московская граница в районе Ржева была чётко определена. В договоре декларировалась свобода действий тверского и рязанского великих князей. Иван Фёдорович, при желании, мог перейти на сторону Казимира IV. Несмотря на декларированную в грамоте свободу от Москвы и даже зависимость от ВКЛ, Рязань и Тверь довольно скоро оказались в сфере влияния великого князя московского.
Смоленск, Любутск, Мценск были отнесены к Великому княжеству Литовскому.
Верховские князья Новосильские оставались под литовской властью, но при этом сохраняли частичную автономию, вотчины же Федора Блудова, Александра Хлепенского и Романа Фоминского, а также доля Юрия Ромейковича и места Федора Святославича должны были принадлежать Москве.
У Серенска сохранялось особое совместное управление, идущее со времен Ольгерда.
Также Казимир IV обязался не принимать у себя Дмитрия Шемяку, а Василий — Михаила Сигизмундовича.

## Последствия
Договор утвердил зоны господства и влияния двух крупнейших государств Восточной Европы в русских княжествах, формально независимые русские земли были поделены между Вильной и Москвой. Вплоть до войны (1487—1494) между Великим княжеством Литовским и Великим княжеством Московским держался мир. Вскоре после заключения мира начались московско-новгородские войны, приведшие к поглощению Новгородской республики Московским великим княжеством.